# Populierenvlieskelkje
Het populierenvlieskelkje (Hymenoscyphus strangulatus) is een schimmel behorend tot de familie Helotiaceae. Het komt voor op gevallen loofbladeren van de canadapopulier (Populus × canadensis) op modderige plaatsen en zeldzaam op dode stengels van de gewone braam (Rubus fruticosus).

## Kenmerken
De vruchtlichamen hebben een diameter tot 2,5 mm. De kleur is wit tot bleek geel met lange stelen. De asci zijn 85-120 × 10-12 µm. De ascosporen zijn spoelvormig met afgeronde einden, (1)3-septaat en meten 16-22(24) × 5-6,5(7). 

## Verspreiding
Het populierenvlieskelkje komt in Nederland uiterst zeldzaam voor.